# Colin Donnell
Pour les articles homonymes, voir Donnell.
Colin Donnell, né le 9 octobre 1982 à Saint-Louis, dans le Missouri, est un acteur et chanteur américain.
Sa carrière artistique débute en alternant théâtre et comédies musicales. Après avoir joué Tommy Merlyn (en) dans la série fantastique Arrow et Scotty Lockhart dans la série dramatique The Affair, il se fait connaître du grand public en interprétant le docteur Connor Rhodes dans la série médicale Chicago Med et ses séries dérivées.

## Biographie

### Jeunesse et formation
Colin Donnell est né le 9 octobre 1982 à Saint-Louis dans le Missouri. Il est le plus jeune de ses trois frères. Il a joué de la guitare et a pris des leçons de chants lorsqu'il avait 17 ans.
Son initiation à la scène a été au lycée où il faisait partie de la chorale et jonglait dans le fond et faisait des tours de cirque. Colin est diplômé de l'Université de l'Indiana.

### Carrière

#### De Broadway à la télévision

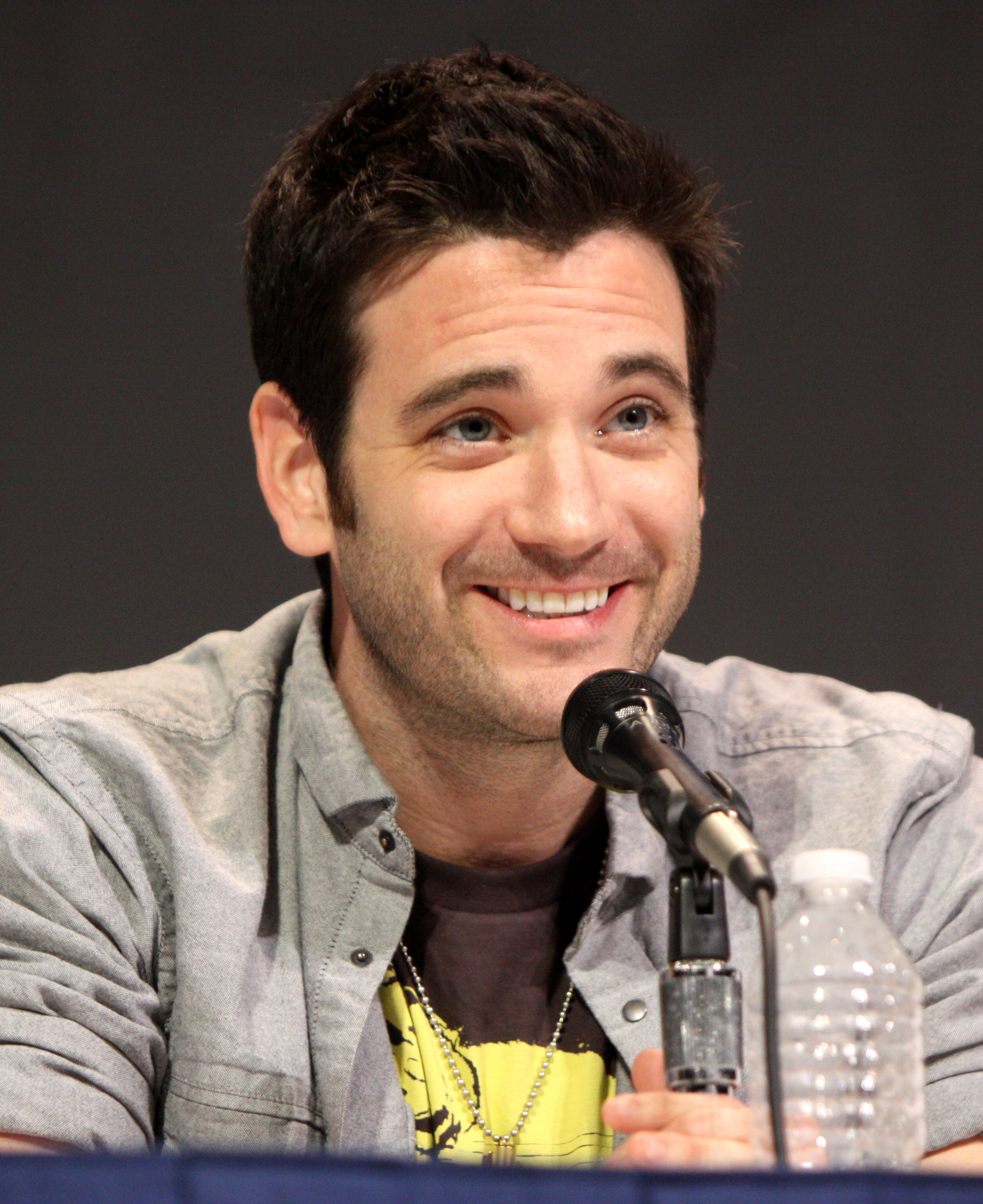
En Californie, en 2013, pour la WonderCon.

Donnell a fait partie de plusieurs tournées nationales tel que Mamma Mia ! et Wicked. Sa première représentation à Broadway était dans la comédie musicale Jersey Boys dans le rôle de Hank Mejewski. Les autres pièces ou comédies musicales où il est crédité sont Follies, Le Chant du Missouri, Anything Goes comédie musicale pour laquelle il a été nommé pour un Drama Desk Award, Johnny Baseball (en) et d'autres.
Donnell a débuté à la télévision en jouant le rôle de Mike Ruskin dans quelques épisodes de l'éphémère série télévisée Pan Am.
En 2012, il interprète le rôle de Tommy Merlyn dans la série télévisée Arrow,. Son personnage fait partie de la distribution principale lors de la première saison puis devient un invité régulier par la suite.
En 2014, il joue dans son premier long métrage pour le film dramatique Every Secret Thing, mené par une distribution principale d'actrices telles que Diane Lane, Elizabeth Banks et Dakota Fanning. La même année, il s'invite le temps d'un épisode, dans des séries telles que Person of Interest, Unforgettable et Les Mystères de Laura.

#### Rôles réguliers

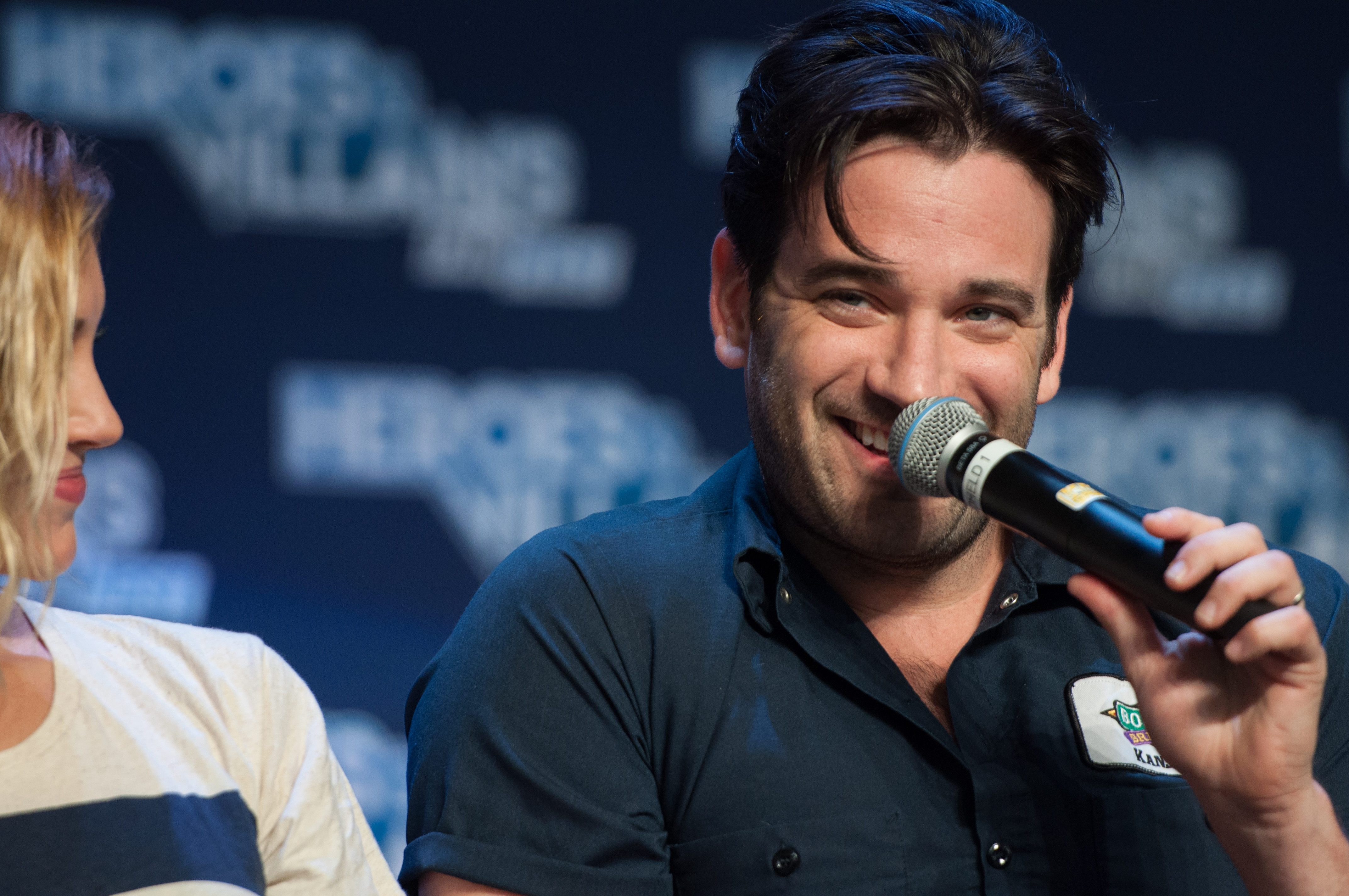
Lors du Heroes & Vilain Fan Fest 2016, pour la série télévisée Arrow.

Entre 2014 et 2015, il joue un rôle récurrent dans les deux premières saisons de la série dramatique, saluée par les critiques, The Affair.
En 2015, il décroche le rôle de Sean, l'un des personnages principaux d'une série dramatique développée par NBC, Love Is A Four Letter Word, mais le projet ne dépasse finalement pas le stade de pilote.
Cependant, à partir de novembre 2015, il est à l'affiche de la nouvelle série de Dick Wolf, pour le même réseau, Chicago Med. Il s'agit d'une série dérivée de Chicago Fire et Chicago Police Department. Il y interprète le rôle du Dr Connor Rhodes, un médecin du Chicago Medical Center.

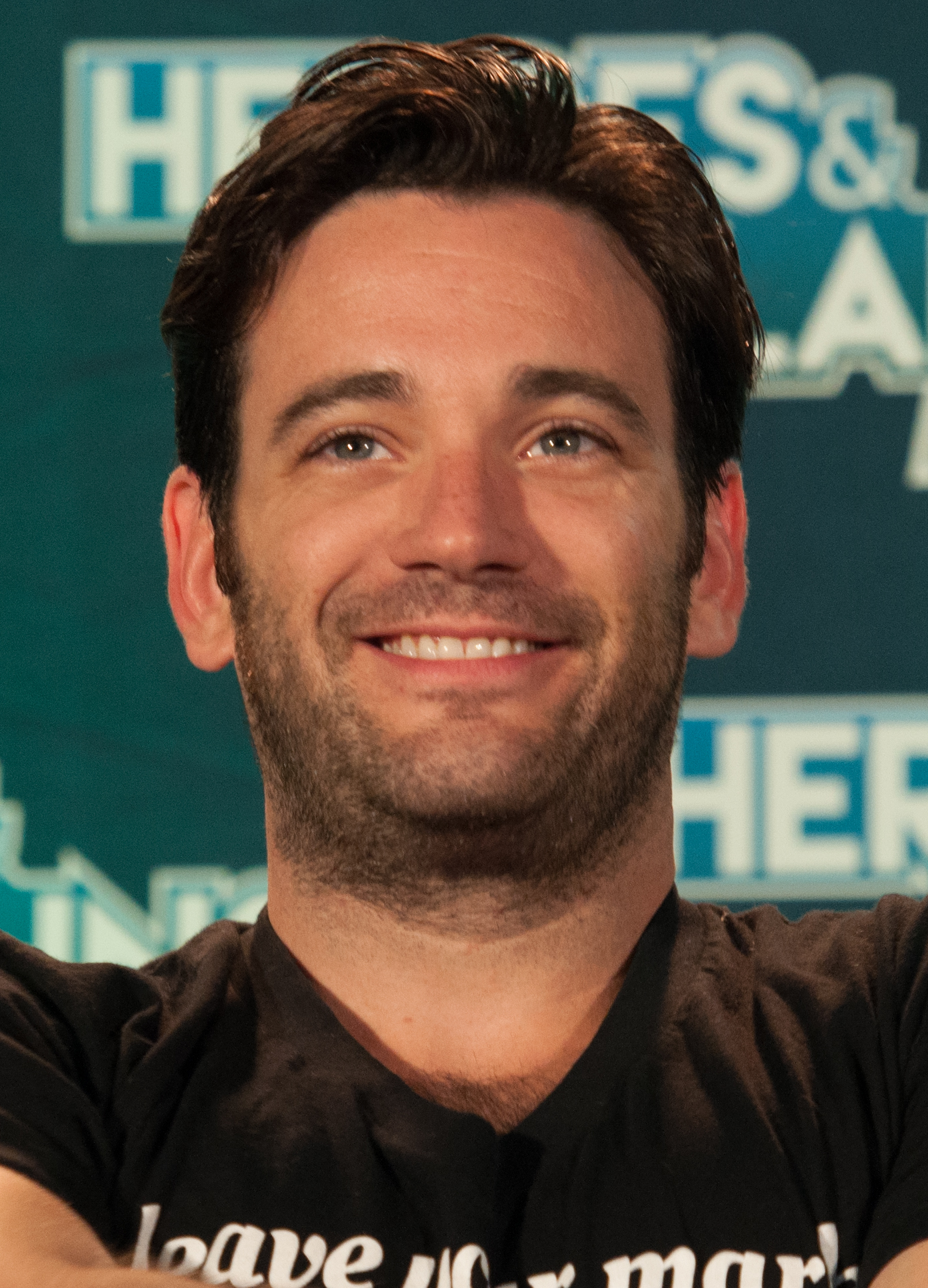
Colin Donnell en 2016.

Alors qu'il envisageait de faire une pause avec Chicago Med pour avoir la possibilité de revenir dans la série Arrow bien vivant ou en intégrant la série Legends of Tomorrow (cette dernière étant basée sur le voyage dans le temps), il finit par réapparaître dans une version alternative de son personnage.
En 2017, le show médical Chicago Med est renouvelé pour une troisième saison grâce à la stabilité de ses audiences.
En 2019, alors que Chicago Med est renouvelée pour une nouvelle saison, l'acteur est libéré de son contrat, à l'issue de la saison 4, à la suite de décisions créatives relatives à l'évolution des personnages. Néanmoins, l'acteur est potentiellement amené à reprendre son rôle lors d'éventuelles apparitions en tant que guest-star. Parallèlement, il conserve son engagement dans la série Arrow, en tant qu'invité régulier.
Le 24 avril 2024, on apprend qu'il remplacera Luke Kleintank dans FBI: International, il apparaitra dans les deux derniers épisodes de la saison 3, puis deviendra principal à partir de la quatrième saison.

### Vie privée
Il est marié à Patti Murin (en), actrice de théâtre et cheerleader. Elle a d’ailleurs décroché un rôle récurrent dans la deuxième saison de Chicago Med aux côtés de son mari Colin. Elle incarne le personnage de la pathologiste Nina Shore.
Le 20 février 2020, le couple annonce attendre leur premier enfant, une fille, pour juillet. Le 14 juillet, ils deviennent parents d'une petite Cécily.

## Théâtre
- 2005 : Almost Heaven: Songs and Stories of John Denver : Des rôles masculin
- 2005 - 2017 : Jersey Boys, musique de Bob Gaudio et paroles de Bob Crewe : Hank Mejewski, Nick Massi, Bob Gaudio (Première représentation à Broadway)
- 2006 : Jesus Christ Superstar, musique d'Andrew Lloyd Webber et paroles de Tim Rice : Peter
- 2006 : Le Chant du Missouri[14] : John Truitt
- 2007 : Mamma Mia !
- 2007 : Follies, musique et paroles de Stephen Sondheim : Ben jeune
- 2007 : Me, Myself and I[15] : Otto
- 2008 : High School Musical On Stage!, produit par Walt Disney Theatrical : Troy Bolton[16]
- 2009 : Wicked, musique et paroles de Stephen Schwartz : Fiyero
- 2010 : Johnny Baseball (en), musique de Robert Reale (en) et paroles de Willie Reale (en) : Johnny O'Brian
- 2011 - 2012 : Anything Goes, musique et paroles de Cole Porter : Billy Crocker[17]
- 2012 : Merrily We Roll Along, musique et paroles Stephen Sondheim : Franklin Shepard
- 2014 : Violet (comédie musicale) : Monty

## Filmographie

### Cinéma
- 2014 : Every Secret Thing d'Amy Berg : Paul Porter
- 2019 : Sell By de Mike Doyle : Henry

### Télévision
- 2020

Un amour polaire (Love on Iceland) : 
Charlie.
Son épouse Patti Murin joue également à ses côtés le rôle d'Isabella. (Téléfilm islandais).

#### Séries télévisées
- 2011 à 2012 : Pan Am : Mike Ruskin (4 épisodes)
- 2012 à 2018 : Arrow : Thomas (Tommy) Merlyn (saison 1, puis invité - 28 épisodes)
- 2014 à 2015 : The Affair : Scotty Lockhart (saisons 1 et 2, 16 épisodes)
- 2014 : Person of Interest : Billy (saison 3 épisode 17)
- 2014 : Unforgettable : Agent Stone (saison 2, épisode 12)
- 2014 : The Mysteries of Laura : Daniel Mikorski (saison 1, épisode 9)
- 2015 : Love Is a Four-Letter Word : Sean (pilote non retenu par NBC)
- 2015 à 2019 : Chicago Med : Dr Connor Rhodes (rôle principal - 83 épisodes)
- 2016 à 2017 : Chicago PD : Connor Rhodes (4 épisodes)
- 2016 à 2019 : Chicago Fire : Connor Rhodes (4 saisons)
- depuis 2024 : FBI: International (depuis la saison 4, invité saison 3)

### Jeux vidéo
- 2011 : L.A. Noire, développé par Rockstar Games : voix supplémentaire de Cole Phelps (capture de mouvement) et d'autres personnages

## Distinctions

### Nominations
- Drama Desk Awards 2011 : meilleur acteur dans une comédie musicale pour Anything Goes[18]